# Árabe hadhrami
O árabe hadhrami ou árabe haḍrami (em árabe: اللهجة الصنعانية) é uma das quatro principais variantes dialetais árabes do Iêmen. Pertencente ao ramo do árabe peninsular, é a variante de árabe falado pelo povo hadhrami que vive na região de Hadramaute, no leste iemenita. Também é falado por muitos emigrantes que deixaram o Hadramaute em direção ao Corno de África (Somália e Eritreia), à África Oriental (Comores, Tanzânia, Quênia e Moçambique), ao Sudeste Asiático (Indonésia, Malásia, Brunei e Singapura) e, recentemente, para os outros estados árabes do Golfo Pérsico.
Embora não possua status oficial de língua oficial, posição esta reservada ao árabe moderno padrão no Iêmen, o árabe haḍrami possui vocabulário próprio e fonologia distinta dos dialetos iemenitas sanani, taizzi-adeni e tihami. Por exemplo, a pronúncia do [g] ⟨ج⟩ é [d͡ʒ] ou [ɟ], com exceção das populações na costa de Hadramaute, onde a pronúncia de ⟨ج⟩ é [j].